# Ring Deutscher Bergingenieure

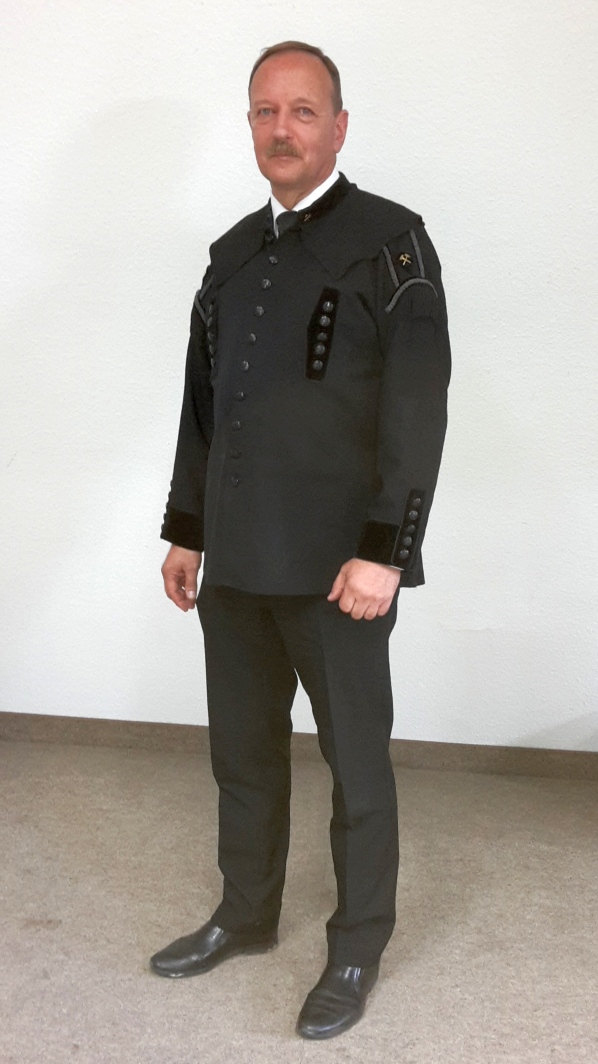
Carsten Drebenstedt

Der Ring Deutscher Bergingenieure e. V. (RDB) ist der berufsständische Zusammenschluss von Ingenieuren, Technikern und Führungskräften in der Rohstoffgewinnung und -veredlung in Deutschland. Der Hauptvorstand hat seinen Sitz in Essen, daneben gibt es 43 Bezirksvereine. Davon sind 14 Bezirksvereine mit einer eigenen Homepage vertreten.

## Geschichte
Im Jahre 1949 vereinten sich Aufsichtspersonen im Bergbau zu einer Interessengruppe und gründeten am 13. Mai 1949 unter der Bezeichnung „Ring ehemaliger Bergschüler“ (ReB) eine berufsständische Vereinigung. Ziele dieser Vereinigung waren und sind die Fort- und Weiterbildung, der Betriebserfahrungsaustausch, die Wahrung von berufsständischen Interessen sowie die Pflege der bergmännischen Kameradschaft und Tradition.
Im Jahre 1960 leiteten die Bildungspolitiker eine Neuregelung des Ingenieurwesens mit entsprechenden Gesetzen des Bundes und der Länder ein. Eine Voraussetzung für die Neuordnung des beruflichen Bildungswesens war die Auflösung der „alten“ Berg- und Ingenieurschulen. Die aufgelösten Einheiten dieser Schulgattung wurden durch neue Einrichtungen mit vielfältigen Bildungsmöglichkeiten ersetzt. Daraus ergab sich die Notwendigkeit zur Forderung nach unterschiedlichen Eingangsvoraussetzungen, Studieninhalten und -abschlüssen. Unter Berücksichtigung dieser Kriterien wurden einerseits „Fachschulen im Technikerbereich“ und andererseits „Fachhochschulen im akademischen Bereich“ neu errichtet und betrieben.
Den Absolventen der neu errichteten Fachschulen für Bergtechnik wird der Titel „Staatlich geprüfter Techniker“, den Absolventen mit einem berufsqualifizierten Abschluss an einer Fachhochschule oder wissenschaftlichen Hochschule wird der Hochschulgrad „Diplomingenieur“ verliehen.
Die Bergschulabsolventen erkannten die Notwendigkeit zur Initiative, sich den neuen Gesetzgebungen anzupassen, und benannten den „ReB“ am 26. Mai 1962 in „Ring Deutscher Bergingenieure“ (RDB) um.
Am 8. Juni 2024 feierte der RDB im Rahmen seines 47. Delegiertentages im Congress-Center an der Essener Gruga sein 75-jähriges Bestehen. Von der Verbandszeitschrift 'bergbau' wurde eine Sonderausgabe zum Festakt herausgegeben.

## Ziele und Aufgaben
Im Verein sind Ingenieure, staatlich geprüfte Techniker und weitere Führungskräfte innerhalb und außerhalb des Bergbaues sowie Dozenten, Studierende und Fachschüler technischer oder vergleichbarer Bildungseinrichtungen zusammengeschlossen.
Der RDB widmet sich seinen Zielen und Aufgaben in Partnerschaft mit den Bergwerksgesellschaften, Gewerkschaften sowie anderen berufsständischen Vereinigungen und will damit auch einen über das Gruppeninteresse hinausweisenden Beitrag für das Gemeinwohl leisten. Dabei ist der RDB konfessionell, parteipolitisch und gewerkschaftlich ungebunden. Aufgrund der bundesweiten Ausdehnung ist eine Struktur erforderlich, die auch das regionale Interesse der Mitglieder zusammenfasst und entsprechend fördert.
Förderung der Fort- und Weiterbildung im technischen und gesellschaftspolitischen Bereich nehmen breiten Raum ein und sind maßgeblich eine wichtige Voraussetzung für die berufliche Qualifizierung. Fortbildungsmaßnahmen – mit technischen, aber auch gesellschafts-, umwelt- und wirtschaftspolitischen Themen – werden über Seminare, Vorträge und Veröffentlichungen der Bezirksvereine und Bezirksgruppen angeboten. Eine wesentliche Aufgabe dieser Aktivitäten besteht auch darin, die Mitglieder so umfassend zu informieren, dass sie im Dialog mit anderen Interessengruppen die Akzeptanz für den Bergbau erhöhen können.
Darüber hinaus werden Kenntnisse und Erfahrungen aus angewandten Bergtechniken in einem breiten Angebot zwischen den Bezirksvereinen ausgetauscht. Sie dienen dazu, über den „Rand des jeweiligen Reviers“ hinaus zu schauen und die Herausforderungen anderer Bergbauzweige kennenzulernen.
Die Wahrung von berufsständischen Interessen fand in der Anerkennung der Ausbildungswege zum Techniker, Ingenieur (grad.) und Dipl.-Ingenieur ihren bisher wichtigsten Erfolg. Für diese Aufgaben ist u. a. der Ingenieurausschuss eingerichtet, der im Auftrag des Hauptvorstandes Stellungnahmen zu Gesetzesvorlagen, neuen Richtlinien und Ausbildungsvorhaben erarbeitet. In intensiven Gesprächen mit Fachhochschul- und Fachschulgremien, Schulträgern und der Schulaufsicht werden die Ansichten des RDB erörtert, um mit deren Durchsetzung bei den zuständigen staatlichen Stellen die Chancengleichheit der Bergschulabsolventen gegenüber Absolventen anderer vergleichbarer Einrichtungen sicherzustellen. Ein positives Ergebnis dieser Arbeit im Ring Deutscher Bergingenieure war z. B. im Jahre 1995 u. a. darin zu verzeichnen, dass den Absolventen von Betriebsführerlehrgängen der deutschen Bergschulen auf Antrag der Titel „Euro-Ingenieur“ verliehen wird.
Der RDB fördert ausdrücklich die bergmännische Kameradschaft. Das gemeinsame Meistern von Ausnahmesituationen in gegenseitiger Hilfe schafft eine Gemeinschaft Gleichgesinnter, die in Zusammenkünften und Gesprächen, aber auch im täglichen Miteinander innerhalb der Betriebe gepflegt wird. Die Unzufriedenheit mit staatlichen und gesellschaftlichen Entscheidungen über die Zukunft des Bergbaues und der Gesellschaft führte in den letzten Jahren dazu, dass sich der RDB auch gesellschaftspolitisch engagiert.
Die Pflege der bergmännischen Kameradschaft dient gleichzeitig der Erhaltung der bergmännischen Tradition. Von den Bezirksvereinen und Bezirksgruppen werden z. B. Exkursionen in historische Bergbaugebiete durchgeführt, Veranstaltungen kultureller Art angeboten und Vorträge zu bergbauhistorischen Themen gehalten.
Der RDB berät und vertritt seine Mitglieder in allen Fragen, die sich aus dem Dienstverhältnis und der sozialen Versorgung ergeben. Der Rechtsschutz wird auf Antrag und nach Zustimmung durch den Hauptvorstand gewährt.
In den nächsten Jahren wird sich der RDB weiteren Aufgaben widmen. Die strukturpolitischen Maßnahmen im deutschen Steinkohlenbergbau sind zu begleiten und für die Mitglieder in den Bezirksvereinen in sozialverträglicher Weise mit zu gestalten. Angebote für „Jungrentner“ sowie die Einbindung der jungen Ingenieure und Techniker in den RDB, die keine Anstellung im Bergbau fanden, sind hier beispielhaft aufzuführen. Darüber hinaus werden die Verbindungen zu nahestehenden Verbänden und Organisationen weiter ausgebaut und gepflegt, um seinen Forderungen in der Öffentlichkeit auf breiter Basis Nachdruck verleihen zu können.

## Aufbau
Der Verein ist folgendermaßen strukturiert:
Bezirksvereine
Die Mitglieder werden in Bezirksvereinen regional erfasst und betreut. Die Bezirksvereine werden durch eigene Vorstände nach einer Rahmensatzung geführt. Größere Bezirksvereine sind darüber hinaus in Bezirksgruppen untergliedert.
Hauptvorstand
Er führt die Geschäfte, vertritt den RDB nach außen und lenkt die Vereinsarbeit. Er hält die Verbindung zu den Bezirksvereinen und koordiniert Arbeiten.
Delegiertentag
Alle zwei Jahre treffen sich die Delegierten der Bezirksvereine, um durch Beschlüsse über Anträge und Wahlen die Arbeit des RDB zu bestimmen.
Erweiterter Vorstand
Er nimmt zwischen den Delegiertentagen die Mitgliederinteressen wahr und hilft dem Hauptvorstand bei wichtigen Entscheidungen.

## Mitgliedschaft
Zur Gründungszeit der Vereinigung waren die Mitglieder nahezu ausschließlich Bergschulabsolventen. Heute passt sich der RDB den Entwicklungen an und öffnet sich auch für außerhalb des Bergbaues tätige Ingenieure, Techniker und Führungskräfte, sofern ihre Ausbildung der Satzung entspricht.
Mitglied kann werden:
- wer einen Ausbildungsabschluss besitzt, der zur technischen Führungskraft im Bergbau befähigt,
- wer einen Abschluss besitzt, der zur Führungskraft in technischen oder vergleichbaren Bereichen befähigt,
- Dozenten, Lehrer, Studierende und Fachschüler in technischen oder vergleichbaren Bildungseinrichtungen.

Offizielles Organ des RDB ist die alle 2 Monate erscheinende Fachzeitschrift bergbau, die allen Mitgliedern im Rahmen des satzungsgemäßen Beitrages zugestellt wird. Die Arbeiten zur Erstellung der Zeitschrift werden von einem Chefredakteur und einem Redaktionsteam ehrenamtlich erledigt. Die bergbau informiert über die Aktivitäten des RDB und seiner Bezirksvereine, stellt aktuelle technische Entwicklungen vor, berichtet über weltweit neu eingesetzte Techniken, widmet sich vielfältigen Bildungsaufgaben und nimmt in Kommentaren zum aktuellen Zeitgeschehen Stellung. Jedes Mitglied kann sein technisches bzw. führungstechnisches Wissen in angemessenen Artikeln und Aufsätzen in der Zeitschrift veröffentlichen.